# Alice Bridges
Alice Bridges, född 19 juli 1916 i Waterville, Maine, död 5 maj 2011 i Carlisle, Pennsylvania, var en amerikansk simmare.
Bridges blev olympisk bronsmedaljör på 100 meter ryggsim vid sommarspelen 1936 i Berlin.